# Барвиха (камуфляж)
Камуфляж ВСР-93 (рос. ВСР-93/Вооруженные силы — расцветка 1993), більше відомий під неофіційними назвами «Барвиха», «Вертикалка» та «Елка» — 3-колірний деформаційний військовий камуфляж, розроблений для Збройних сил СРСР у 1980-х роках і прийнятий на озброєння ЗС Росії в 1993 році. Камуфляж «Барвиха» замінив в російській армії інший камуфляж ще радянської розробки — камуфляж «Бутан» і став першим камуфляжем, який був призначений для видачі в якості польової форми не тільки десантникам та спецпризначенцям, але усьому складу армії Росії. Пік використання армією Росії камуфляжу ВСР-93 Барвиха припадає на Першу Чеченську війну в 1994—1996 роках. Був замінений в 1998 році з прийняттям нового камуфляжу «Флора» вже власної російської розробки.

## Історія

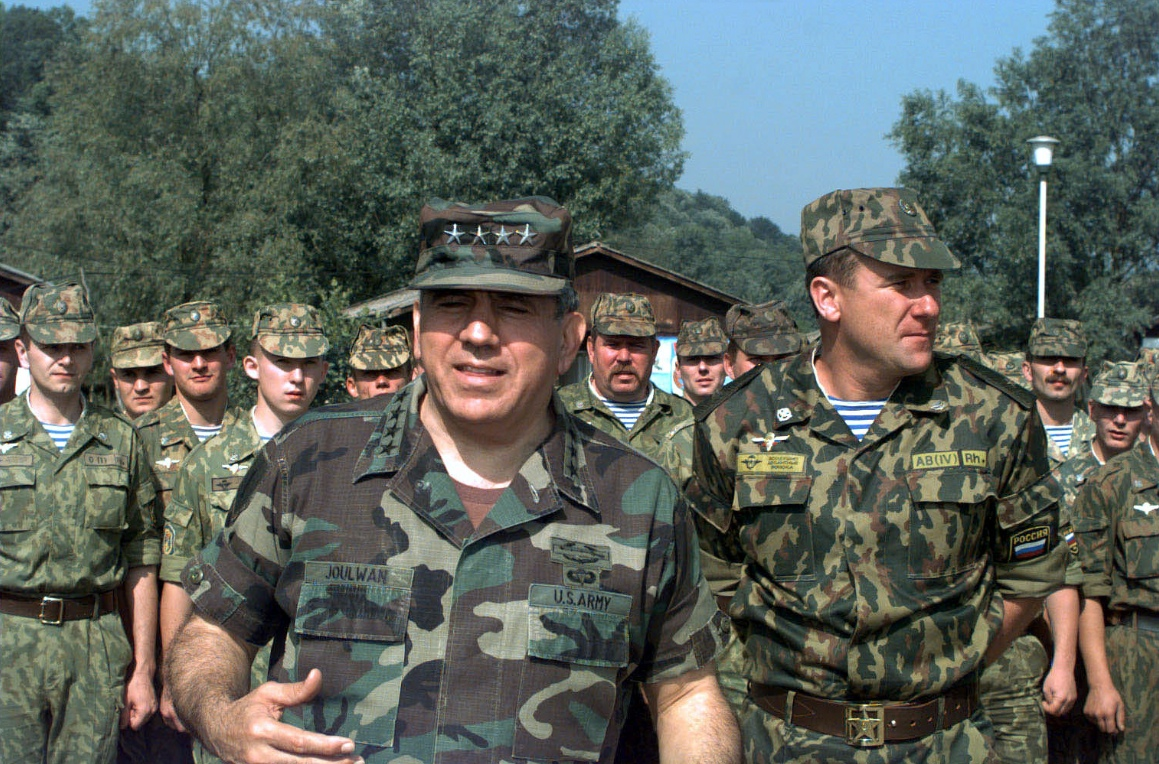
Генерал-майор О. І. Ленцов, (праворуч) командир російської бригади у складі оперативної Task Force Eagle (TFE) на чолі групи російських солдат в камуфляжах Барвиха під час операції «Joint Endeavor» (31.05.1996, Боснія і Герцеговина).

Назва ВСР-93 походить з книги Денніса Десмонда Camouflage Uniforms of the Soviet Union and Russia (1997 р.) і є фактично помилковою, оскільки перші зразки прототипів цього камуфляжу датовані 1985 роком, а знайомий всім вид він прийняв у 1990 році і його масове виробництво розпочалось в період 1991—1992 років.
В 1993 році камуфляж «Барвиха» був прийнятий на озброєння ЗС Росії на заміну своєму попереднику — іншому камуфляжу радянської розробки ТЦКО (скорочення від рос. трехцветная камуфляжная одежда), що був відомий в Україні під назвою «Дубок», а в Росії — «Бутан» і був віддалено схожий на камуфляж США 80-х років Woodland.
До 1994 року зразок був повсюдно поширений у більшості сухопутних підрозділів ЗС Росії, а також у багатьох підрозділах МВС.
Пік використання армією Росії камуфляжу ВСР-93 Барвиха припадає на Першу Чеченську війну в 1994—1996 роках.

## Опис

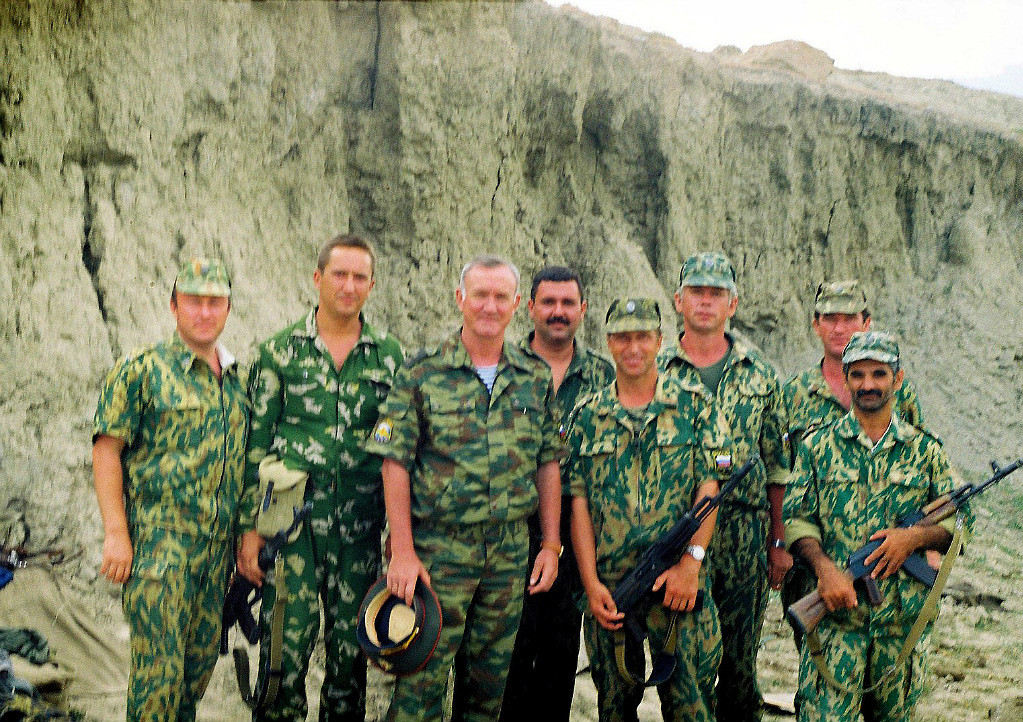
Командувач 58-ї армії генерал-лейтенант Сидякин в новому камуфляжі Флора (третій зліва) серед інших військових, що ще використовують камуфляжі Березка (другий зліва) та Барвиха (усі інші). Приблизно 1999 рік

Колірна схема «Барвиха» складається з вертикально розташованих нерегулярних плям темно-зеленого та коричневого кольорів на світло-зеленому фоні. Камуфляж призначений для деформації силуету на далеких та близьких дистанціях.
Як і у випадку з триколірними «лісовими» моделями радянського ТКО, кількість колірних варіацій камуфляжу «Барвиха» досить велика. У початкових випусках серій було поєднання зеленого та коричневого кольорів, причому останній домінував, але з часом було створено багато інших варіантів. Крім одностроїв, з камуфляжем «Барвиха» виготовляли інший літній та зимовий одяг, зокрема утеплений, а також авіаційну форму.

## Заміна
Камуфляж ВСР-93 «Барвиха» використовувався в збройних силах Росії до 1998 року, коли його було замінено на новий камуфляж ВСР-98 «Флора», вже власної російської розробки. Малюнок і колірна гама камуфляжу Флора були схожими на камуфляж «Барвиха», але смуги були розташовані не вертикально, а горизонтально. Не дивлячись на офіційну заміну, на фотографіях 1999—2001 зафіксовано велику кількість російських військовослужбовців, що продовжують використовувати однострої з «вертикальним» камуфляжем Барвиха.

## Галерея

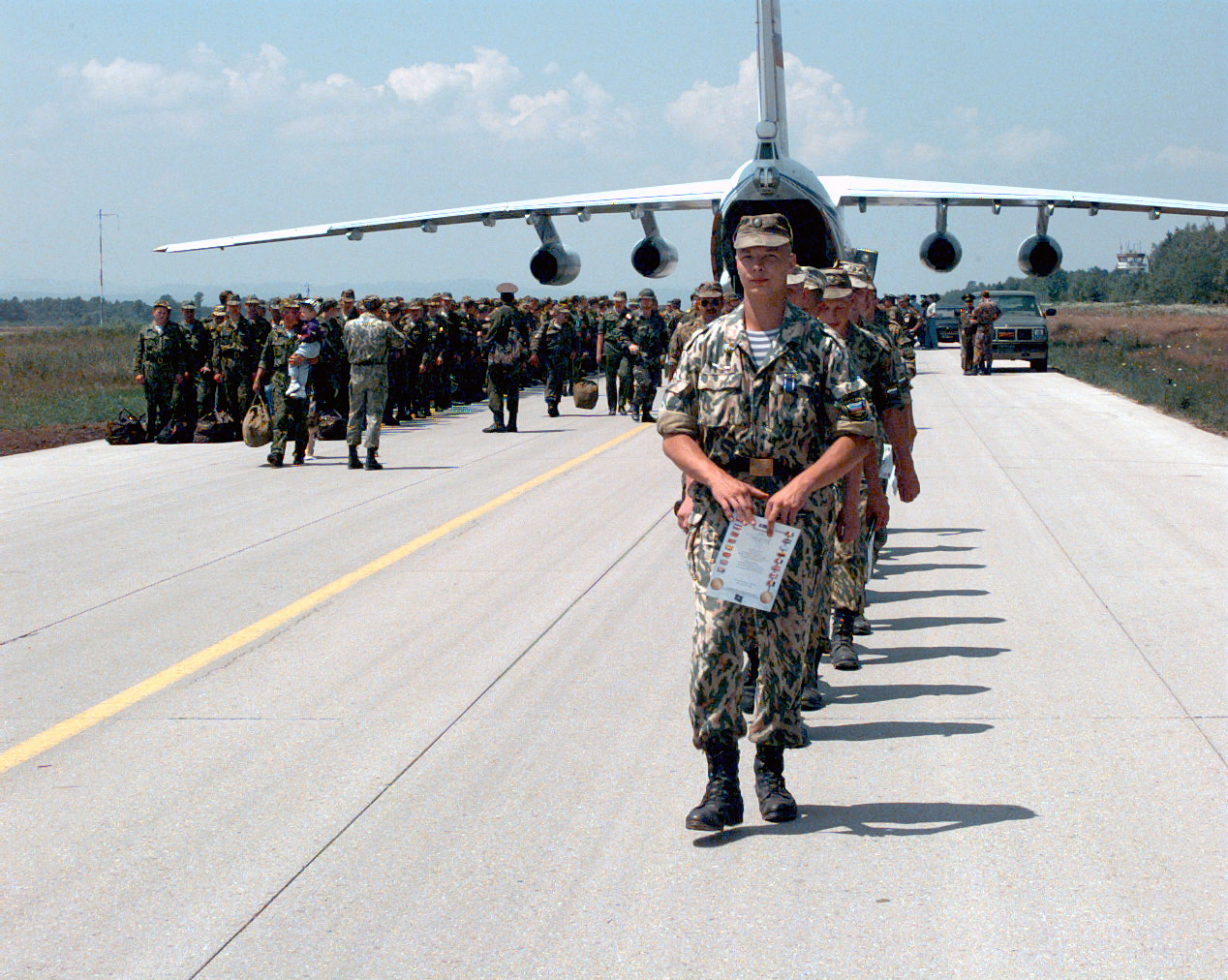
Повітряно-десантні війська Росії в Боснії (1996)
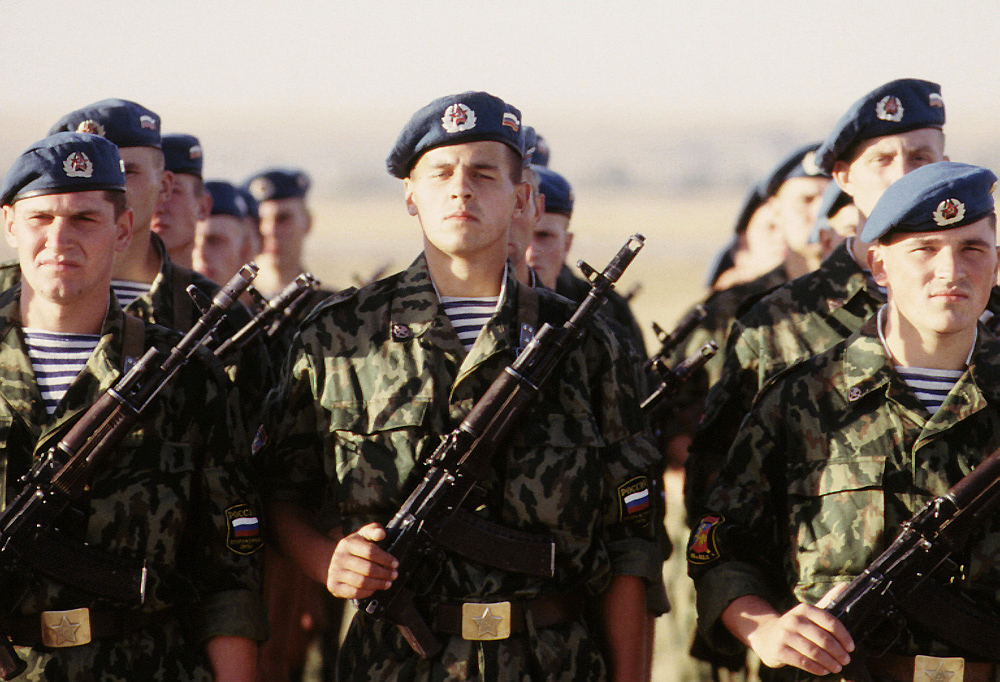
Російські десантники 106-ї ПДД
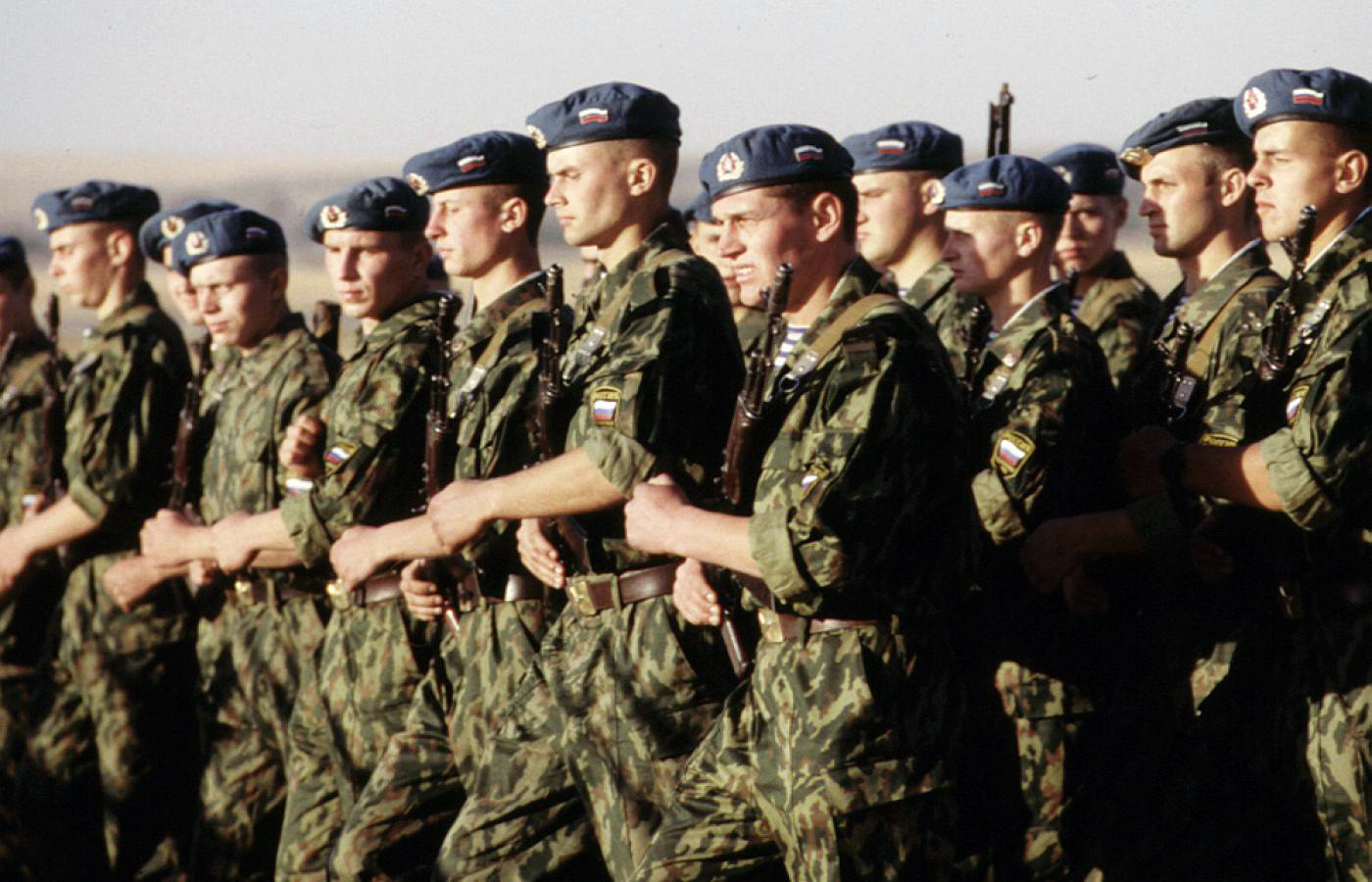
Російські десантники в Казахстані
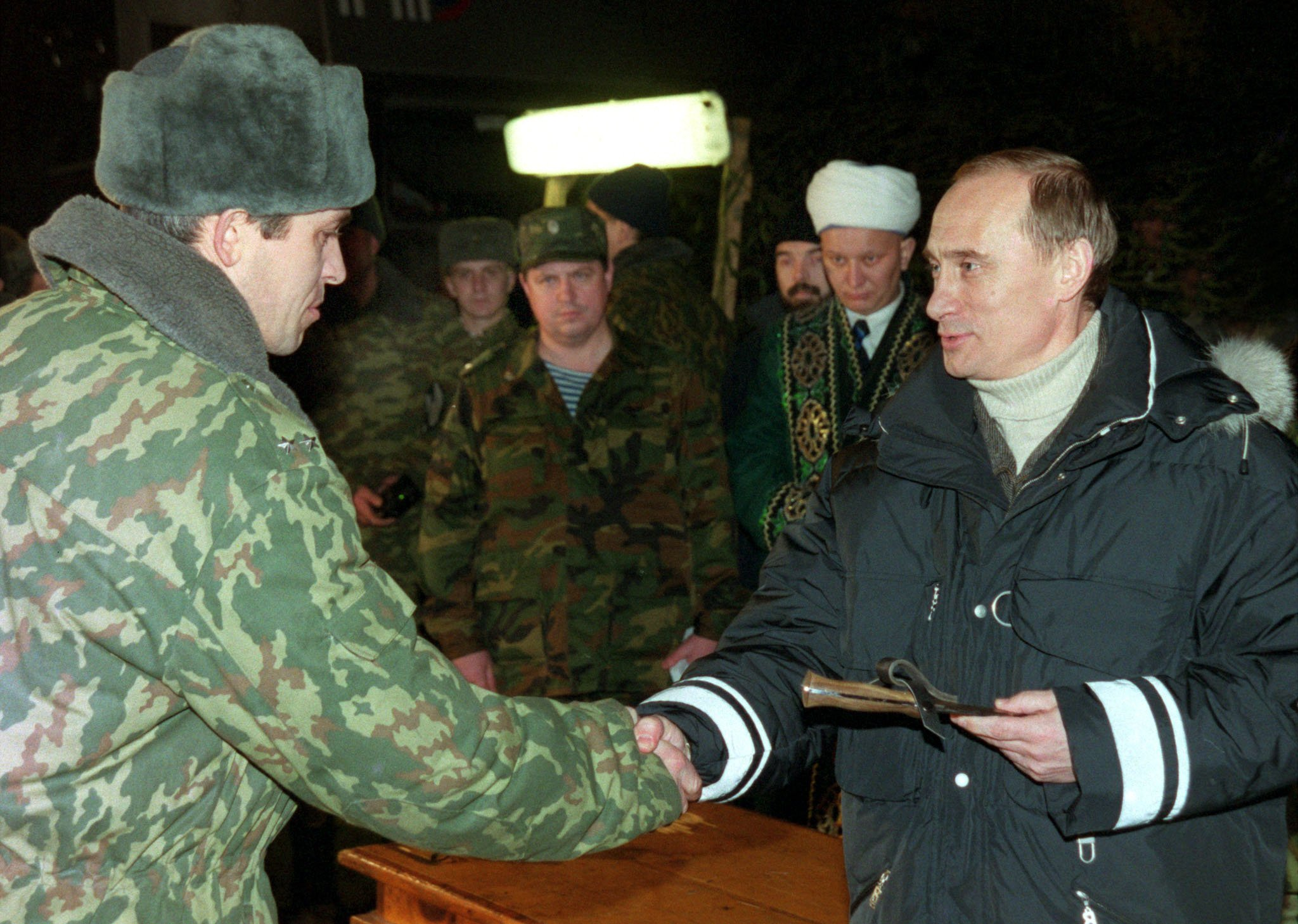
В. Путін вручає нагороди російським військовослужбовцям в Гудермесі (2000)
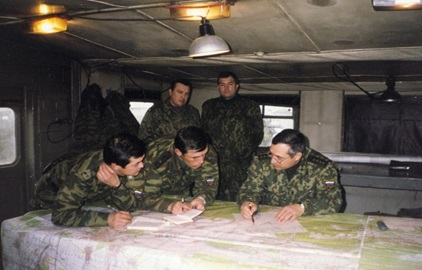
Російські військові в Ханкалі (2001)
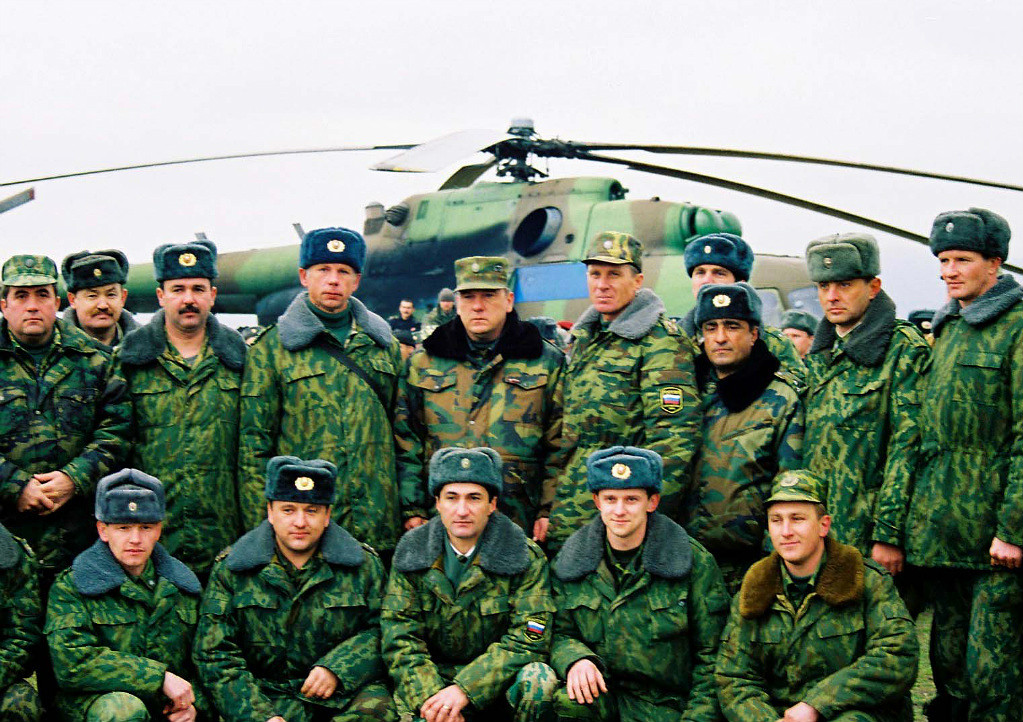
Генерал-майор Шаманов В.А. з офіцерами в Ханкалі. Усі офіцери, крім самого Шаманова і двох осіб поруч з ним у зимовій формі з камуфляжем Барвиха